# Dodji-Bata
Dodji-Bata ist eine Stadt und ein Arrondissement im Departement Atlantique in Benin. Es ist eine Verwaltungseinheit, die der Gerichtsbarkeit der Kommune Zè untersteht.

## Demografie und Verwaltung
Gemäß der Volkszählung 2013 des beninischen Statistikamtes INSAE hatte das Arrondissement 13.362 Einwohner, davon waren 6342 männlich und 7020 weiblich.
Von den 101 Dörfern und Quartieren der Kommune Zè entfallen zwölf auf Dodji-Bata:
1. Adjamè
2. Adohounsa
3. Agondotan
4. Akouédjromèdé
5. Djoko
6. Gandaho
7. Gbéto-Fongbo
8. Gonfandji
9. Hountakon
10. Kpatchamè
11. Wankon
12. Wédji